# نهائي الدرع الخيرية 1932
نهائي الدرع الخيرية 1932 هي النسخة التاسعة عشر من الدرع الخيرية. لُعبت المباراة بتاريخ 12 أكتوبر 1932 على سانت جيمس بارك، بين إيفرتون الفائز بدوري كرة القدم الإنجليزي 1931–32، ونيوكاسل يونايتد الفائز بكأس الاتحاد الإنجليزي 1931–32. فاز نادي إيفرتون باللقب بعد فوزه على نيوكاسل يونايتد بنتيجة 5–3.

## المباراة
| إيفرتون      | 5–3   | نيوكاسل يونايتد |
| ------------ | ----- | --------------- |
| دين · جونسون | [ 3 ] | مكمينيمي · بويد |